# Delirious (film)
Delirious (Tales That Witness Madness) è un film del 1973 diretto da Freddie Francis.

## Trama
Due psichiatri, il dottor Tremayne e il dottor Nicholas, discutono le teorie del primo dottore, riguardanti quattro casi di follia:
Il primo caso racconta di Paul, un bambino che ha dei genitori poco affettivi che litigano in continuazione. Questi viene aiutato a mantenere calma ed equilibrio da un amico tigre immaginario.
Il secondo parla di Timothy, proprietario di un negozio di antiquariato che eredita un vecchio dipinto di un certo zio Albert e un biciclo di epoca vittoriana che gli consente di viaggiare indietro nel tempo.
Il terzo caso narra di Brian, che trova nel bosco un vecchio albero morto, dalle sembianze femminili, e lo porta a casa come oggetto di arredamento; ci si affeziona e lo chiama Mel. Sua moglie Bella diventa gelosa del fusto e tenta di disfarsene.
L'ultimo caso riguarda Auriol Pageant, un agente letterario che tenta di corteggiare il ricco principe hawaiano Kimo; la donna lo invita per qualche giorno nella sua villa organizzandogli un luau, ma l'uomo è unicamente interessato a sacrificare al suo Dio la figlia della donna, Ginny, al fine di assicurare un sereno passaggio in paradiso alla vecchia madre morente.

## Produzione
Kim Novak sostituì Rita Hayworth, la quale era originariamente prevista per il ruolo di Auriol, poco dopo l'inizio delle riprese.

## Distribuzione
Venne distribuito negli Stati Uniti il 31 ottobre 1973; in Italia arrivò al cinema nell'agosto del 1977.
A partire dagli anni Ottanta è stato trasmesso nella televisione italiana col titolo Il baratro della follia. Nel 1987 fu distribuito in videocassetta VHS dalla Avo Film col titolo cinematografico; in seguito è stato distribuito in formato DVD coi due titoli accorpati: Delirious - Il baratro della follia.

## Critica
(Achille Valdata)
(Claudio Sestieri)